# Dysstroma concinnata
Dysstroma concinnata är en fjärilsart som beskrevs av Stephens 1831. Dysstroma concinnata ingår i släktet Dysstroma och familjen mätare. Inga underarter finns listade i Catalogue of Life.